# Trịnh Khải (diễn viên)
Trịnh Khải (sinh ngày  17 tháng 4 năm 1986) thường được biết với tên tiếng Anh Ryan Trịnh, là một diễn viên nổi tiếng của Trung Quốc. Trịnh Khải hiện đang là một trong các thành viên của chương trình Running Man Trung Quốc mùa 10 cùng với Angelababy, Lý Thần, Thái Từ Khôn,Bạch Lộc ,Châu Thâm
 Trịnh Khải tốt nghiệp  Học viện Hý kịch Thượng Hải năm 2008.

## Sự nghiệp
- 2004: Thi đỗ Học viện Hý kịch Thượng Hải, cùng Trần Hách, Vương Hiểu Thần, Đỗ Giang, Giang Sơ Ảnh là bạn cùng ban.
- 2007: đóng bộ phim điện ảnh đầu tiên "难得有情人" (Khó Có Được Người Tình)
- 2008: Tốt nghiệp, gia nhập Hoa Nghị huynh đệ, tham gia bộ phim truyền hình đầu tiên "都市六人行", cùng năm làm khách mời cho phim điện ảnh "明星助理" (Trợ Lí Minh Tinh) và phim truyền hình "家有儿女新传".
- 2009: đóng vai chính trong bộ phim hài "卫生队的故事" và sitcom "Gia Đình Người Ngoài Hành Tinh"
- 2010: cùng Lâm Chí Dĩnh, Triệu Tịnh đóng chính trong phim truyền hình "Đơn Thân Công Chúa Tương Thân Kí" và "杜拉拉升职记", "一一向前冲"
- 2011: Phim truyền hình "Li Ái"
- 2012: phim truyền hình "Quy tắc trước khi li hôn" và "囧人的幸福生活"
- 2013: tham gia phim điện ảnh "So Young" của đạo diễn Triệu Vy, "Vận May Đặc Biệt", "Quy định cá nhân"
- 2014: Điện ảnh "Cuộc Chiến Bạn Trai Cũ", "Năm Tháng Vội Vã", "Young For You", "One Night Stub", "Running Man" và "Let's Get Married". Phim truyền hình "Không Phải Là Tiếng Sét Ái Tình" cùng Dương Thừa Lâm và "Thực Tập Sinh" cùng Triệu Lệ Dĩnh. Thành viên chính thức trong chương trình thực tế "Hurry Up, Brother" mùa thứ nhất cùng Đặng Siêu, Angela Baby, Lý Thần, Vương Bảo Cường, Vương Tổ Lam, Trần Hách.
- 2019: Tham gia quay MV Não công của Thái Y Lâm.

## Đời tư
Ngày 20/8/2015, Trịnh Khải công khai bạn gái Trình Hiểu Nguyệt trong lễ thất tịch.
Năm 2020, Trịnh Khải kết hôn với nữ diễn viên Miêu Miêu.

## Tác phẩm

### Điện ảnh
| Năm  | Tên phim                                | Nhân vật           | Chú thích                          |
| 2010 | Trợ lý minh tinh                        | Nguyễn Anh Tuấn    |                                    |
| 2011 | Phấn đấu                                | Phan Gia Huy       |                                    |
| 2013 | So Young                                | Hứa Khai Dương     |                                    |
| 2013 | Phi thường may mắn                      | A Bảo              |                                    |
| 2013 | Tư nhân định chế                        | Mã Thanh           |                                    |
| 2014 | Cừu vui vẻ và sói xám (điện ảnh)        | Phi mã vương tử    | Lồng tiếng                         |
| 2014 | Tiền nhiệm công lược                    | Dư Phi             | Nam phụ                            |
| 2014 | Giang hồ luận kiếm chân lục             | Tư Đồ Diệu Tổ      |                                    |
| 2014 | Năm tháng vội vã (bản điện ảnh)         | Triệu Diệp         |                                    |
| 2015 | One night stud                          | Tra Nghĩa          | Nam chính 1                        |
| 2015 | Chúng ta kết hôn đi                     | Lăng Tiêu          |                                    |
| 2015 | Hiệp sĩ bánh rán                        | Trịnh Khải         | Khách mời                          |
| 2015 | Tiền nhiệm công lược 2                  | Dư Phi             | Nam chính 1                        |
| 2015 | Chạy vội đi hữu tình người              | Trần Hiểu Bối      | Nguyên danh: Khó có được tình nhân |
| 2015 | Niên thiếu khinh cuồng                  | Châu Du            |                                    |
| 2016 | Tử chiến Trường Thành (phim)            | Thẩm Đại Nhân      |                                    |
| 2017 | Lâm thời diễn viên                      | Lý Phi Phầm        |                                    |
| 2017 | Ngày vô tận                             |                    | Khách mời                          |
| 2017 | Hàng ma ký                              | Bất Thông/Kim Đổng |                                    |
| 2017 | Tiền nhiệm công lược 3                  | Dư Phi             | Nam phụ                            |
| 2018 | Mười chín đời tổ tông                   | Người đại diện     |                                    |
| 2018 | Vô ảnh (phim)                           | Bái Vương          |                                    |
| 2019 | I Love You, You're Perfect, Now Change! | Oppa               | Khách mời                          |
| 2020 | Bát bách                                | Trần Thụ Sinh      |                                    |
| 2021 | Never stop                              | Hách Siêu Việt     |                                    |
| 2021 | Trận chiến Hồ Trường Tân                | Bình Hòa           |                                    |
| 2021 | Justice League                          | Ryan Choi-         | Khách mời                          |

### Truyền hình
| Năm  | Tên phim                              | Nhân vật                      | Chú thích          | Diễn viên hợp tác |
| 2008 | Chuyện cũ đội vệ sinh                 | Lý Y Sinh/ Lý Triều Hà        |                    |                   |
| 2008 | Đô thị lục nhân hành                  | Đằng Vĩnh Hạo                 |                    |                   |
| 2008 | Danh môn kiếp                         | Nhan chính minh               |                    |                   |
| 2008 | Gia có nhi nữ tân truyện              | Tiểu Thâu                     |                    |                   |
| 2009 | Vô địch mèo ba chân                   | Thượng Cao Nhân sau 80        |                    |                   |
| 2009 | Gia đình ngoài hành tinh              | Thường Thọ                    |                    |                   |
| 2010 | Ngày xuân của Trương Tiểu Ngũ         | Vu Tử                         |                    |                   |
| 2010 | Nhật ký thăng chức của Đỗ Lạp Lạp     | Châu Lượng                    |                    |                   |
| 2010 | Độc thân công chúa tương thân ký      | Lý Tiêu Dao                   |                    |                   |
| 2010 | Nhất nhất hướng tiền                  | Mã Lộ                         |                    |                   |
| 2011 | Ô thác bang biện công thất            | Lý Tiểu Viễn                  | Phim mạng          |                   |
| 2011 | Thanh xuân của tôi tại duyên an       | Triệu Kính Phi/ Bành Nhất Tâm |                    |                   |
| 2012 | Ly ái                                 | An Hựu Hựu                    |                    |                   |
| 2012 | Hạnh phúc sinh hoạt của người điếc    | Lương Thành Thực              |                    |                   |
| 2012 | Mộng hồi Đường triều                  | Lý Huyến/ Lý Vũ Phàm          | Nam chính 2        |                   |
| 2012 | Quy tắc trước ly hôn                  | Lê Hân                        | Nam chính 3        |                   |
| 2014 | Bí kíp yêu                            | Huỳnh Yếu Cường               |                    |                   |
| 2014 | Không phải tiếng sét ái tình          | Lục Triết Hy                  | Nam chính 1        | Dương Thừa Lâm    |
| 2015 | Cố lên! Thực tập sinh                 | Trương Thịnh                  | Nam chính 2        | Triệu Lệ Dĩnh     |
| 2015 | Cô gái trên cây sa kê                 | Điền Hoành                    |                    | Tùy Đường         |
| 2016 | Thanh xuân năm ấy chúng ta vừa gặp gỡ | Tiếu Tiểu Quân                | Nam chính 1        | Lưu Thi Thi       |
| 2016 | Hey, hài tử                           | Giang Nam                     | Diễn xuất đặc biệt |                   |
| 2017 | Quốc dân đại sinh hoạt                | Vương Thư Vọng                |                    |                   |
| 2017 | Nhân tài kiệt xuất Hoàng Phi Hồng     | Hoàng Phi Hồng                |                    |                   |
| 2018 | Mộng tưởng hợp tác nhân               | Lưu Hòa                       | 2012               |                   |
| 2018 | Đã lâu không gặp                      | Hạ Ngôn                       |                    |                   |
| 2020 | Sứ đồ hành giả 3                      | Họa sĩ                        | Khách mời đặc biệt |                   |
| 2020 | Thật Ra Anh Ấy Không Yêu Bạn Đến Thế  | Vu Thiên                      | Nam chính 1        | Lư Tịnh San       |
| 2021 | Ý chí bay cao                         | Tiêu Mặc                      |                    | Trần Kiều Ân      |
| 2021 | Dã bình phàm                          | Quý Phàm                      |                    |                   |

### Chương trình giải trí
| Năm  | Tên chương trình        | Vai trò                               |
| 2014 | Running Brothers        | Thành viên                            |
| 2015 | Running Brothers 2      | Thành viên                            |
| 2015 | Running Brothers 3      | Thành viên                            |
| 2016 | Running Brothers 4      | Thành viên                            |
| 2017 | Keep Running 1          | Thành viên                            |
| 2017 | We were in love         | Thành viên cùng với Trình Hiểu Nguyệt |
| 2018 | Keep Running 2          | Thành viên                            |
| 2018 | Thanh xuân đồng học hội | Thành viên                            |
| 2019 | Keep Running 3          | Thành viên                            |
| 2020 | Keep Running 4          | Thành viên                            |
| 2021 | Keep Running 5          | Thành viên                            |
| 2022 | Keep Running 6          | Thành viên                            |
| 2023 | Keep Running            | Thành Viên                            |
|      |                         |                                       |